# Matt Illingworth
Matthew "Matt" Illingworth (nascido em 25 de julho de 1968) é um ex-ciclista britânico que foi profissional em 1998 até o ano de 1999.
Como um ciclista amador, competiu em duas edições dos Jogos Olímpicos.
Em 1992, em Barcelona, ele competiu nos 100 km da prova de contra o relógio, terminando em décima quarta posição.
Já em 1996, em Atlanta, alcançou a décima posição na prova de perseguição por equipes (4.000 m).